# Šavrinsko gričevje
Šavrinsko gričevje tudi »Šavrinski griči« (v nekaterih virih: »Koprsko gričevje« ali »Koprska brda« v prevodu: Koper Low Hills) je neuradno, umetno vendar že dokaj udomačeno poimenovanje za pretežno gričevnato območje skrajnega severozahodnega dela Istrskega polotoka, v Slovenski Istri, med Krasom na severu in Bujskim krasom na jugu.

## Etimologija
Gričevje naj bi poimenovanje dobilo ime po »šavrinkah« tj. ženskah, ki so v preteklosti nosile poljske pridelke, jajca, perutnino in vino v Trst, vendar so te bile tudi iz drugih delov Istre, tudi tistih, ki so danes v Istrski županiji, ta teorija pa doslej ni bila verodostojno strokovno utemeljena.

Leta 1960 je namreč Slovenska matica izdala knjigo Slovensko Primorje (COBISS), katere avtor je bil Anton Melik (1890−1966), slovenski geograf, po katerem se od leta 1976 imenuje slovenski Geografski inštitut Antona Melika (GIAM). V njej je za flišnato hribovito območje v današnji Slovenski Istri izbral poimenovanje »Šavrinska brda«. Zapisal je, da to področje ni imelo imena, da pa je pisec Rutal njegove prebivalce opisal kot »Šavrine«, ki govorijo slovensko. Kakorkoli, poimenovanje Šavrinska brda se ni prijelo med prebivalci, ponekod se v zapisih uporabljajo tudi opisni izrazi »Šavrinija«, »Šavrinsko hribovje«, ali »Šavrinski hribi«.

## Značilnosti
Gričevje vključuje gričevnat svet, mestoma prekinjen z grapami hudourniških potokov, v dokajšnji meri poraščen s submediteransko makijo (navadna trstika, lovor, robida) ter gozdom ali zgolj posameznimi drevesi, na večinoma opuščenih terasah s suhimi zidovi. Ponekod so pašniki, vinogradi ter oljčniki, na osojnih legah pa gozdovi. Na nadmorski višini od 250 do 400 metrov se mestoma nahajajo mešani gozdovi zimzelenega hrasta črnike, z drevesi divje češnje, gradna in breka, ki pa ne predstavljajo obsežnih sestojev.

## Morfologija
Šavrinsko gričevje sestavlja nepropusten fliš, kar je razlog za močno geografsko razgibanost in za odsotnost kraških pojavov, hkrati pa pojasnjuje prisotnost manjših vodnih izvirov na tem področju.
Poleg hudourniških potokov, v katerih voda hitro odteka in ki pogosto presahnejo v sušnih obdobjih leta, sta najbolj znani reki, ki tečeta skozi to območje, Dragonja in Drnica. 
Tam, kjer gričevje sega do obale, so ponekod nastala strma, celo previsna pobočja - klifi.
Ponekod se vendarle pojavljajo posamezni kraški pojavi, npr. spodmoli v dolini reke Dragonje (v bližini Dragonje), ter Škrline na sotočju rek Dragonje in Rokave.

## Geografija
Najbolj vzhodni del Šavrinskega gričevja vključuje območje okoli vasi Gračišče, ki leži med hriboma Lačna (451 m) in Grižo (346 m), na severnem robu suhe doline Gračiške vale, v bližini meje s Hrvaško. Na severni strani gričevje prehaja v Koprsko dolino, spušča pa se nad Izolo in proti Strunjanu. Jugovzhodni del vključuje območje Koštabone, najbolj južni del pa predstavljata Nova vas nad Dragonjo ter Sveti Peter. Proti zahodu se na južni strani gričevje nadaljuje s pobočji nad Sečovljami (kjer je na Krogu nad Drnico nekdanji benediktinski samostan) in nad Parecagom. Od Šareda in Malijskega hriba poteka preko Kampolina in Lucana nad Lucijo, ter v kopastem hrbtu med Strunjanom in Portorožem (Karbonar, Šentjane, Beli Križ) do Piranskega polotoka, kjer se zaključuje z rtom Madona.

## Poselitev
Naselja so običajno na slemenih ali tik pod njimi, lahko pa imajo tudi bolj oddaljene, osamljene ali opuščene zaselke. Večja naselja Šavrinskega gričevja so večinoma vaškega značaja:
- Šmarje: Nahajajo se na 280 m visokem slemenu in so znane po svoji dokaj veliki župnijski cerkvi. V naselju je tudi nekaj večjih vinarjev in oljkarjev.

- Krkavče: Istrska vas je znana po Krkavčanskem kamnu, starodavnem megalitu, in po vinogradih ter oljčnikih.

- Korte: Vas z značilnim istrskim videzom je središče izolskega podeželja, sedež župnije in krajevne skupnosti.

- Koštabona: Starodavna istrska vasica je locirana na naravnem pomolu nad reko Dragonjo,[12] znana je po tradicionalni arhitekturi, ima bogato zgodovino in kulturno dediščino. Iz vasi je speljana »Pot vodnih virov«,[13] ki vodi v načrtovani Krajinski park Dragonja, v dolini rek Dragonje in Rokave.
- Padna: Vaško naselje je znano po svojih oljčnih nasadih in tradicionalni istrski arhitekturi.

- Nova vas nad Dragonjo: Značilno naselje na slemenu ponuja lepe razglede na dolino reke Dragonje.

- Pomjan: Značilna gručasta istrska vas v koprskem zaledju je najvišje naselje Šavrinskega gričevja, ima cerkev sv. Jurija in cerkvico Marijinega rojstva, z ostanki fresk iz 15. stoletja.

- Sveti Peter narečno »Šupeter«: Nahaja se na skrajnem jugovzhodnem delu Šavrinskega gričevja, nad dolinama rek Dragonje in Drnice. V pisnih virih se prvič omenja leta 1579. V zaselku Goreli je v prenovljeni Tonini hiši etnološka zbirka.

- Marezige: Vas se nahaja nad dolino Vanganel, približno 10 km od Kopra. Leži na nadmorski višini 283 metrov in je znana po vinogradih, kjer pridelujejo refošk in malvazijo, ter oljčnih nasadih. Zaradi prve vinske fontane v Sloveniji in razgleda na Koper z okolico, je priljubljena destinacija za turiste in ljubitelje vina.

Vzhodni del Šavrinskega gričevja se v urbanizacijskem smislu uvršča med strukturno - funkcijsko neizrazito območje, zahodni del, ki je bližje morju in obmorski litorizaciji, pa med suburbanizirano območje obalnih mest Koper, Izola, Lucija, Portorož in Piran.